# Kreshnik Krasniqi
Kreshnik Krasniqi (Hønefoss, 22 dicembre 2000) è un calciatore norvegese naturalizzato kosovaro, centrocampista dello Strømsgodset.

## Biografia
Krasniqi è nato a Hønefoss, da genitori albanesi del Kosovo provenienti da Gjakova.

## Carriera

### Club
Krasniqi ha giocato nelle giovanili dell'Hønefoss. Ha esordito nella prima squadra di questo club, in 1. divisjon, in data 25 maggio 2015: ha sostituito Kevin Beugré in occasione del successo per 1-3 maturato sul campo del Nest-Sotra.
A partire dalla stagione 2016, è stato tesserato dallo Strømsgodset, che lo ha aggregato alle proprie giovanili. Ha debuttato in Eliteserien soltanto il 21 giugno 2020, quando è subentrato a Jack Ipalibo nella vittoria per 1-0 arrivata sull'Odd.
L'11 marzo 2021 ha prolungato il contratto che lo legava al club, fino al 31 dicembre 2022. Il 24 ottobre 2021 ha segnato il primo gol nella massima divisione locale, in occasione del pareggio interno per 1-1 arrivato contro il Bodø/Glimt.
Il 4 maggio 2022 ha ulteriormente allungato l'accordo con lo Strømsgodset, firmando fino al 31 dicembre 2024. All'inizio del mese di giugno 2022, in occasione di una partita con il Kosovo Under-21, ha subito la rottura del legamento crociato anteriore, che lo avrebbe costretto ad uno stop tra i 9 e 12 mesi.
Il 1º marzo 2024 ha rinnovato ancora il contratto con lo Strømsgodset, fino al 31 dicembre 2026.

### Nazionale
Nel corso del 2016, Krasniqi ha giocato per la Norvegia Under-16. Successivamente, ha deciso di rappresentare il Kosovo: il 6 giugno 2019 ha debuttato per la rappresentativa Under-21, sostituendo Kreshnik Hajrizi nella vittoria per 0-3 in casa di Andorra. Il 4 giugno 2022 ha siglato il primo gol, in un altro successo per 0-3 arrivato sempre contro Andorra.

## Statistiche

### Presenze e reti nei club
Statistiche aggiornate al 3 luglio 2025.
| Stagione            | Club                | Campionato          | Campionato | Campionato | Coppe nazionali | Coppe nazionali | Coppe nazionali | Coppe continentali | Coppe continentali | Coppe continentali | Supercoppe | Supercoppe | Supercoppe | Totale | Totale |
| Stagione            | Club                | Comp                | Pres       | Reti       | Comp            | Pres            | Reti            | Comp               | Pres               | Reti               | Comp       | Pres       | Reti       | Pres   | Reti   |
| ------------------- | ------------------- | ------------------- | ---------- | ---------- | --------------- | --------------- | --------------- | ------------------ | ------------------ | ------------------ | ---------- | ---------- | ---------- | ------ | ------ |
| 2015                | Hønefoss            | 1D                  | 1          | 0          | CN              | 0               | 0               | -                  | -                  | -                  | -          | -          | -          | 1      | 0      |
| 2020                | Strømsgodset        | ES                  | 5          | 0          | -               | -               | -               | -                  | -                  | -                  | -          | -          | -          | 5      | 0      |
| 2021                | Strømsgodset        | ES                  | 20         | 1          | CN              | 6               | 2               | -                  | -                  | -                  | -          | -          | -          | 26     | 3      |
| 2022                | Strømsgodset        | ES                  | 10         | 0          | CN              | 1               | 2               | -                  | -                  | -                  | -          | -          | -          | 11     | 2      |
| 2023                | Strømsgodset        | ES                  | 21         | 0          | CN              | 2               | 0               | -                  | -                  | -                  | -          | -          | -          | 23     | 0      |
| 2024                | Strømsgodset        | ES                  | 22         | 0          | CN              | 2               | 1               | -                  | -                  | -                  | -          | -          | -          | 24     | 1      |
| 2025                | Strømsgodset        | ES                  | 12         | 1          | CN              | 1               | 0               | -                  | -                  | -                  | -          | -          | -          | 13     | 1      |
| Totale Strømsgodset | Totale Strømsgodset | Totale Strømsgodset | 90         | 2          |                 | 12              | 5               |                    | -                  | -                  |            | -          | -          | 102    | 7      |
| Totale              | Totale              | Totale              | 91         | 2          |                 | 12              | 5               |                    | -                  | -                  |            | -          | -          | 103    | 7      |